# Somkaet Kunmee
Somkaet Kunmee (thailändisch สมเกียรติ คุณมี; * 27. Mai 1998), auch als Beck bekannt, ist ein thailändischer Fußballspieler.

## Karriere
Somkaet Kunmee erlernte das Fußballspielen in der Jugendmannschaft von Leicester City im englischen Leicester. Im Juli 2015 kehrte er nach Thailand zurück. Hier unterschrieb er am 1. Juli einen Vertrag beim Roi Et United FC. Mit dem Verein aus Roi Et spielte er in der dritten Liga, der damaligen Regional League Division 2. Hier trat man in der Northern Region an. Im Januar 2017 ging er nach Kambodscha, wo er einen Vertrag beim Erstligisten Phnom Penh Crown unterschrieb. Bei dem Verein aus der Hauptstadt Phnom Penh stand er eine Saison unter Vertrag. Der Angthong FC, ein Drittligist aus Ang Thong, nahm in im Januar 2018 unter Vertrag. Nach drei Spielzeiten wechselte er im August 2021 für eine Saison zum in der Bangkok Metropolitan Region spielenden Drittligisten Nonthaburi United S.Boonmeerit FC. Die Saison 2022/23 stand er beim Ligakonkurrenten STK Muangnont FC in Ayutthaya unter Vertrag. Am 8. Juni 2023 unterschrieb er einen Vertrag beim MH Nakhonsi City FC. Dieser Vertrag wurde im Juli 2023 wieder aufgelöst, da Nakhonsi City die Lizenz für die zweite Liga verweigert wurde. Am 13. Juli 2023 nahm ihn der aus der ersten Liga abgestiegene Nakhon Ratchasima FC unter Vertrag. Sein Zweitligadebüt gab Kunmee am 12. August 2023 (1. Spieltag) im Heimspiel gegen den Zweitligaaufsteiger Chanthaburi FC. Bei dem 2:0-Erfolg wurde er in der 85. Minute für Weerawat Jiraphaksiri eingewechselt. Am Ende der Saison 2023/24 feierte er mit Nakhon Ratchasima die Meisterschaft der zweiten Liga sowie den direkten Wiederaufstieg in die erste Liga. Nach zwei Spielzeioten, in der er 50 Ligaspiele bestritt, wurde sein Vertrag im Sommer 2025 nicht verlängert. Im Juni 2025 nahm ihn der ebenfalls in der ersten Liga spielende Rayong FC unter Vertrag.

## Erfolge
Nakhon Ratchasima FC
- Thailändischer Zweitligameister: 2023/24  ▲